# トレマーズ (映画)
『トレマーズ』（原題：Tremors）は、1990年に公開されたアメリカ合衆国の怪獣映画。ロン・アンダーウッドが監督を務め、ケヴィン・ベーコン、フレッド・ウォード、フィン・カーター、マイケル・グロス、リーバ・マッキンタイアが出演している。『トレマーズシリーズ』の第1作目であり、これ以降続編としてオリジナルビデオやテレビシリーズが製作された。

## あらすじ
ネバダ州の田舎町パーフェクションで便利屋を営むバルとアールは貧乏生活に疲れ果て、隣町ビクスビーに移住しようと考える。ビクスビーに向かう途中、2人は鉄塔の上で死んでいる町民エドガーを発見する。遺体を町に運んだ2人は再びビクスビーに向かうが、今度はフレッド老人の遺体と彼の羊たちの食い殺された死体を発見する。町民たちに危険を知らせた2人はビクスビーに助けを求めに向かうが、ビクスビーへの一本道は土砂崩れで塞がっていた。町に戻った2人は車のタイヤに蛇のような怪物（グラボイド）の触手が絡みついているのを発見する。一連の事件の原因が怪物だと察知した町民たちは助けを呼ぼうと考え、2人はウォルターから馬を借りて町の外れに住むウォーラス夫妻を迎えに行くが、すでに夫妻はグラボイドに殺されていた。
2人はビクスビーに向かうが、途中でグラボイドに襲われる。馬を失った2人は逃げ回り、グラボイドは用水路のコンクリートに激突して死亡する。喜ぶ2人は地震の調査を行っている大学院生ロンダに出くわし、地震の正体がグラボイドだったことを知り、さらに彼女の調査記録からグラボイドが他に3体いることが判明する。3人は町に戻ろうとするがグラボイドに襲われ、岩の上に避難して一夜を過ごす。3人はロンダの車に乗り込みグラボイドを振り切り町に戻るが、町にグラボイドが現れウォルターが殺される。町民たちは屋根の上に避難するが、事情を知らないバート夫妻が襲われる。しかし、偏執的なプレッパーでガンマニアの夫妻は要塞化した自宅に保管していた大量の銃を使用してグラボイドを倒すことに成功する。
残り2体のグラボイドが家屋を破壊し始め、ネスターが殺される。車のタイヤをパンクさせられ窮地に陥った町民たちは、ブルドーザーを使用して脱出を図る。町民たちは山に向かうが、グラボイドが仕掛けた落とし穴にはまりブルドーザーが使用できなくなってしまい、近くの岩の上に避難する。バルとアールはバートの手製爆弾をおとりに使ってグラボイドに飲み込ませ、体内で爆破させ1体を仕留めることに成功する。しかし、最後の1体は同じ方法で倒すことはできず、飲み込んだ爆弾を吐き返して来たので失敗。更に吐き出した爆弾が予備の手製爆弾の上に落ち、多くの爆弾が使用不可能となる。相手が手強いことを察したバルは決死の特攻を開始。それに続くアール、ロンダもグラボイドに襲われるが、バルは残った手製爆弾でグラボイドを崖に誘い込む。しかしこれは「目が見えない」という相手の弱点を突いたバルの作戦。地中を突進して来たグラボイドを直前で避け、グラボイドは崖下に転落し最期を迎えた。町民たちは危機の去ったパーフェクションに戻り、バルはロンダとキスを交わす。

## 登場人物
バレンタイン・"バル"・マッキー
演 - ケヴィン・ベーコン
便利屋。人をおちょくる、お調子者。初めて会うことになったロンダに自分の理想通りのタイプであることを祈る女好きでもある。若いためやや向こう見ずな面があるが、行動力と勇敢さは傑出したものがある。銃や車や馬の扱い、投げ縄の腕や咄嗟の判断力にも長けている。
ロンダに対しては自分の理想のタイプ（ブロンドのロングヘアーで、ナイスバディで、目がグリーンなど）とは真逆だったため、会った当初は素っ気なかったものの、共に危機を乗り越えるうちに惹かれていく。
アール・バセット
演 - フレッド・ウォード
便利屋でバルの相棒。バルより一回り年上で落ち着いているが、車に触られるのが嫌で相手を脅したこともある。過去に牛の大暴走に巻き込まれる災難にあったことがあるとのこと。やや口が悪く、悪態をついては「下品で失礼」と言うのが口癖である他、「プランを立てよう！」という台詞も多用する。次回作ではメイン主人公を務めた。
ロンダ・レベック
演 - フィン・カーター
大学院生。地震の調査に来た。地震学や地質学の他、生物学の知識もあり、グラボイドが目がないから地中の生き物であることを見抜いた。助かるためとはいえズボンを脱いで逃げるなど柔軟性もある。
バート・ガンマー
演 - マイケル・グロス
町の住人。偏執的なプレッパーでガンマニア。要塞化した自宅には拳銃や散弾銃だけでなく自動小銃や象撃ち銃、信号拳銃まで保管している。このことがグラボイドに対抗できる武器ともなった。少々、頭が固い。
ヘザー・ガンマー
演 - リーバ・マッキンタイア
町の住人。バートの妻。夫に比べると物分かりがいい。演じるマッキンタイアは本職はカントリー歌手で、本作が女優デビュー作である。
ジム・ウォーレス
演 - コンラッド・バックマン
町の住人で医師。変死したエドガーの死亡診断を行い、3,4日かけて脱水症状で死んだと推測する。グラボイドに砂の中に引きずり込まれて殺される。
ミーガン・ウォーレス
演 - ビビ・ベッシュ
ジムの妻で、夫がグラボイドに殺された後に車内に逃げるが結局は車ごと砂の中に引きずり込まれて殺害されてしまう。
ネスター・カニンガム
演 - リチャード・マーカス
町の住人で、長身痩躯の男性。グラボイドの存在を知った際には「俺のそばに来たら、ツルハシでブッ叩いてやるさ！」と威勢が良かったが、実際にはそこまで行動力はない。中盤トレーラーハウスの屋根から振り落とされ、タイヤの上に逃げるが高さが足りず、グラボイドに殺される。
エドガー・ディームズ
演 - サンシャイン・パーカー
町の外れに住む老人。普段から酒癖が悪かったらしい。ライフルを持ったまま鉄塔の上で脱水死を遂げた（劇中で最初の犠牲者）。
メルビン・プラグ
演 - ボビー・ジャコビイ
町にいる少年。明るい性格だが未成年でありながらビールを飲もうとする素行不良。あたかもグラボイドに襲われたような演技をするなど不謹慎。このように当初は能天気だったが次第に事の重大さに気づき、ネスターが殺されたのを見てからは、ふざけた態度を全く見せなくなる。
本質は臆病な割に身の程知らずで、自分も戦えると勘違いしてバートに銃をねだったりしているが、バートからは「たとえ第三次大戦になってもお前にはやらねぇよ！」と返される（後にグラボイドから逃げる際にバートから拳銃を渡され大喜びするが、弾は入っていなかった）。映画3作目にも登場する。
ウォルター・チャン
演 - ヴィクター・ウォン
町の住人。飲食店を営んでいる店主で、「グラボイド/グラボイズ」の名付け親。店内の機器が騒音を発してしまったことで、グラボイドに店内に侵入され殺される。
ナンシー・スタングッド
演 - シャーロット・スチュワート
町の住人で仕事は芸術家らしく、バルとアールに薪の調達やかまどの作成などを依頼していた。娘のミンディと2人で暮らしている。映画3作目にも登場する。
ミンディ・スタングッド
演 - アリアナ・リチャーズ
ナンシーの娘。ホッピングで遊ぶのが趣味だが、グラボイドにとっては獲物の位置が簡単にわかるため絶好の的となってしまう。映画3作目にも登場する。
フレッド
演 - マイケル・ダン・ワーグナー
町の住人。羊を多数飼育している老人。羊と共にグラボイドに食い殺され、顔面だけが遺された。劇中2人目の犠牲者。
ミゲル
演 - トニー・ジェナロ
町の住人。口ひげと薄い頭が特徴の中年男性。あまり目立たないがアールの考えたプランの問題点を指摘したり、グラボイドの気を逸らすために小型トラクターを走らせる囮作戦を考案するなど賢い。映画3作目にも登場する。
ハワード
演 - ジョン・グッドウィン
土木作業員。道路工事をしていたところ、バルとアールに町に危険が迫っているので避難するよう警告されるが、気にせず工事を続けたためグラボイドに殺される。
カーマイン
演 - ジョン・パパス
土木作業員。ハワード同様にグラボイドに殺される。

## キャスト
| 役名                           | 俳優                       | 日本語吹替                     | 日本語吹替                     |
| 役名                           | 俳優                       | ソフト版                       | テレビ朝日版                   |
| ------------------------------ | -------------------------- | ------------------------------ | ------------------------------ |
| バレンタイン・"バル"・マッキー | ケヴィン・ベーコン         | 安原義人                       | 井上和彦                       |
| アール・バセット               | フレッド・ウォード         | 内海賢二                       | 田中信夫                       |
| ロンダ・レベック               | フィン・カーター           | 勝生真沙子                     | 佐々木優子                     |
| バート・ガンマー               | マイケル・グロス           | 小林清志                       | 小林勝彦                       |
| ヘザー・ガンマー               | リーバ・マッキンタイア     | 谷育子                         | 吉田理保子                     |
| メルビン・プラグ               | ボビー・ジャコビイ         | 松本保典                       | 石田彰                         |
| ナンシー・スタングッド         | シャーロット・スチュワート | 沢田敏子                       | 川島千代子                     |
| ミゲル                         | トニー・ジェナロ           | 加藤正之                       | 峰恵研                         |
| ミンディ・スタングッド         | アリアナ・リチャーズ       | 天野由梨                       | 青木夏海                       |
| ネスター・カニンガム           | リチャード・マーカス       | 池田勝                         | 小島敏彦                       |
| ウォルター・チャン             | ヴィクター・ウォン         | 辻村真人                       | 久米明                         |
| エドガー・ディームズ           | サンシャイン・パーカー     | 台詞なし                       | 台詞なし                       |
| フレッド                       | マイケル・ダン・ワーグナー | 台詞なし                       | 台詞なし                       |
| ジム・ウォーラス               | コンラッド・バックマン     | 岸野一彦                       | 藤本譲                         |
| ミーガン・ウォーラス           | ビビ・ベッシュ             | 斉藤昌                         | 藤夏子                         |
| ハワード                       | ジョン・グッドウィン       | 田原アルノ                     | 辻親八                         |
| カーマイン                     | ジョン・パパス             | 辻親八                         | 河合義雄                       |
|                                |                            |                                |                                |
| 演出                           |                            | 河村常平                       | 福永莞爾                       |
| 翻訳                           |                            | 岩佐幸子                       | 徐賀世子                       |
| 制作                           |                            | 東北新社                       | グロービジョン                 |
| 初回放送                       |                            | 2005年5月26日 『木曜洋画劇場』 | 1993年4月25日 『日曜洋画劇場』 |

## 製作
映画ポスターとVHSカバーはユニバーサル・スタジオがデザインしている。元々はグラボイドを印象付けるデザインにする予定だったが、スタンピード・エンターテインメントはグラボイドが映画を観るまで詳細が明かされない状態の方が良いと主張した。ユニバーサルはスタンピード・エンターテインメントの意見に同意したものの、最終的にはグラボイドの触手をポスターにデザインしている。
1989年にカリフォルニア州ローン・パインで主要撮影が行われ、山のシーンはシエラネバダ山脈で撮影された。クリーチャー・デザインはアマルガマティッド・ダイナミクスが担当した。掘り起こされる形で登場するフルスケールのグラボイドは、軽量フォームで作成された。グラボイドは一旦溝の中に埋められた後に再び掘り起こされ「使い古された」効果を演出している。バートが使用する象狩銃は、民間のコレクターから借りた代物だった。
サウンドトラックは2000年に発売された。アルバムには映画で使用された9曲が収録されている。アルバムはプロモーションの一環として限定版CDが発売されている。作曲はアーネスト・トローストが手掛けたが、スタジオは彼の曲が「あまりにも馬鹿馬鹿し過ぎる」という理由で却下し、新たにロバート・フォークを起用して「よりシリアスでアクション風味」な曲を完成させた。しかし、音楽監督としてはクレジットされず、トローストがクレジットされている。
当初は1989年11月公開予定だったが、アメリカ映画協会が劇中で使用される単語を理由に「R」認証したため、スタジオは公開直前に商業展開の幅を広げるために問題視された単語や台詞をカット、またはソフトな台詞に変更した（例：20回以上発せられた「fuck」を1箇所を残してカット、「sucker」「motherhumper」などマイルドな台詞に差し替え）。この編集作業のため公開が延期され、1990年1月に「PG-13」で公開された。ウィルソンとマドックは後年、『トレマーズ』を大人向けから家族層向けに変更した決定に「満足している」とコメントしている。

## リリース
1990年1月19日に公開され、1996年4月16日にレーザーディスク、1998年4月28日にDVDが発売された。2010年11月9日にBlu-rayが発売され、2013年9月17日には北米で「Tremors: Attack Pack」が発売された。イギリスでは「Tremors: Attack Pack」は発売されず、2013年8月5日に『トレマーズ2』『トレマーズ3』『トレマーズ4』と合わせて個別のBlu-Rayが発売された。

## 評価

### 興行収入
『トレマーズ』は1990年1月19日に1457館で公開され、公開週末の興行成績は第5位（373万1520ドル）を記録した。興行成績は公開第2週に第6位になった後、公開第4週にトップ10に戻り、公開第5週には第11位になった。製作費1000万ドルに対して国内興行収入は1666万7084ドルを記録し、予想を下回ったものの一定の成功を収めた。ケヴィン・ベーコンは2019年に「ユニバーサルが想定した額の五分の一」しか興行収入を得られなかったと語っている。ウィルソンとマドックは興行的な失敗の理由を「公開延期によって十分な宣伝効果がなかった」「予告編が困惑させるようなものであり、観客の足を遠のかせた」とそれぞれ語っている。
興行収入は控えめなものだったが、ビデオ販売やテレビ放送、インターネット配信などで好成績を記録した。そのため、本作は長年にわたりカルト映画として人気を集めている。

### 批評
Rotten Tomatoesには43件の批評が寄せられ支持率84%となり、「1950年代の怪獣映画を愛情たっぷりに再現した『トレマーズ』は、ホラーとユーモアのバランスが取れた組み合わせで、このジャンルを活性化させた」と批評している。ジェームズ・ベラーディネリは3/4の星を与え、「ホラーコメディは、その線引きが甘くなることがあるが、『トレマーズ』はその線を綱渡りのように渡っている」と批評している。ロジャー・イーバートは3.5/4の星を与え、「ほとんどのクリーチャー映画はキャラクターを作り忘れていることが多い……しかし、『トレマーズ』はモンスターや暴力ではなく、キャラクターが物語の原動力であることを理解している」と批評している。TV Guideは、「非常によくキャスティングされており、ウォードとベーコンは人懐っこく面白いコメディを演じています……特殊効果は一流であり……それは誰かにとっての映画トップ10には入らないかも知れませんが、『トレマーズ』は手堅いエンターテインメントです」と批評している。ジーン・シスケルは「キャラクターには説得力が欠け、ホラーの展開も寒々しい」と酷評しているが、著書『Cinema: Year by Year 1894-2001』では「良いB級映画を観たいなら『トレマーズ』を観なさい。モンスター映画の中で、方式を理解していた数少ない映画の一つです」と好意的に評価している。